# Лутівня
Лутівня (пол. Łętownia) — село на Закерзонні в Польщі, у гміні Перемишль Перемишльського повіту Підкарпатського воєводства. Населення — 571 особа (2011).

## Розташування
Село розташоване за 9 км на північний захід від Перемишля та 54 км на північний схід від Ряшева.

## Історія
За королівською люстрацією 1589 р. село входило до складу Перемишльської землі Руського воєводства.
У 1880 році Лутівня належала до Перемишльського повіту Королівства Галичини та Володимирії Австро-Угорської імперії, у селі було 217 жителів (101 греко-католик, 81 римо-католик і 35 юдеїв).
У 1939 році в селі мешкало 390 осіб, з них 140 українців, 245 поляків та 5 євреїв. Село входило до ґміни Кіньківці Перемишльського повіту Львівського воєводства. греко-католики належали до парафії Вапівці Перемиського деканату Перемишльської єпархії.
Після другої світової війни українців добровільно-примусово виселяли в СРСР. Решту українців у 1947 р. в ході етнічної чистки під час проведення Операції «Вісла» було депортовано на понімецькі землі у західній та північній частині польської держави.
У 1975—1998 роках село належало до Перемишльського воєводства.

## Демографія
Демографічна структура станом на 31 березня 2011 року:
|          | Загалом | Допрацездатний вік | Працездатний вік | Постпрацездатний вік |
| -------- | ------- | ------------------ | ---------------- | -------------------- |
| Чоловіки | 294     | 68                 | 201              | 25                   |
| Жінки    | 277     | 42                 | 178              | 57                   |
| Разом    | 571     | 110                | 379              | 82                   |

## Пам'ятки
- Колишній греко-католицький цвинтар[6]